# Caltrano
Caltrano är en ort och kommun i provinsen Vicenza i regionen Veneto i Italien. Kommunen hade 2 509 invånare (2018).